# Coppa Italia 2008-2009 (turni eliminatori)

## Primo turno

### Risultati
| Arbitro: | Stefanini (Livorno) |

|           |           |                                                           |
| Bondi 42’ | Marcatori | 3’ (rig.) Cunico 56’ Carboni 89’ William 90+2’ Levacovich |

| Arbitro: | Viti (Campobasso) |

|                                      |           |                    |
| Tarantino 38’ Schetter 53’ Shiba 80’ | Marcatori | 78’ (rig.) Bigatti |

| Arbitro: | Palazzino (Ciampino) |

|                                            |           |          |
| Ferretti 41’ Tonucci 87’ Giaccherini 90+4’ | Marcatori | 4’ Rizzi |

| Arbitro: | Gallione (Alessandria) |

|                 |           |  |
| Cozzolino 90+2’ | Marcatori |  |

| Arbitro: | Paparazzo (Catanzaro) |

|                       |           |  |
| Aurelio 51’ Basso 65’ | Marcatori |  |

| Arbitro: | Giancola (Vasto) |

|  |           |                      |
|  | Marcatori | 36’ Romano 69’ Zotti |

| Arbitro: | Colasanti (Siena) |

|                                             |           |                          |
| de Paula 30’ Noviello 37’ Coresi 45’ (rig.) | Marcatori | 47’ Tarallo 90’ Andreini |

| Arbitro: | Nasca (Bari) |

|                               |           |                       |
| Russo 25’, 50’ Di Gennaro 30’ | Marcatori | 4’ Dinolfo 88’ Avolio |

| Arbitro: | Meli (Parma) |

|            |           |                                       |
| Virdis 21’ | Marcatori | 31’ Evacuo 53’ Cinelli 90+1’ Imbriani |

| Arbitro: | Ruini (Reggio Emilia) |

|  |           |                           |
|  | Marcatori | 50’ Cardinale 84’ Bazzani |

| Arbitro: | Tidona (Torino) |

|                                    |                      |                                          |
| Cesaretti 7’                       | Marcatori            | 57’ Negro                                |
| Puleo Capocchiano Bolzan Grammauta | Tiri di rigore 4 – 3 | Negro Gr. Villa Barbetti Fanelli Giunchi |

| Arbitro: | Massa (Imperia) |

|                                |           |               |
| Sinigaglia 29’, 60’ Rubino 31’ | Marcatori | 63’ Innocenti |

| Arbitro: | Giacomelli (Trieste) |

|                                                                                  |           |  |
| Varricchio 3’, 52’, 77’ Rabito 25’, 75’ Baù 41’ Malventi 54’ (aut.) Cotroneo 58’ | Marcatori |  |

| Arbitro: | Doveri (Roma 1) |

|              |           |  |
| Cutolo 45+4’ | Marcatori |  |

| Arbitro: | Barbeno (Brescia) |

|                             |           |  |
| Beretta 51’ Fracassetti 80’ | Marcatori |  |

| Arbitro: | Merchiori (Ferrara) |

|                                                                   |           |             |
| Filipi 25’ Cavagna 41’ Gerbino Polo 43’ Pettinari 48’ Succi 90+2’ | Marcatori | 90+4’ Mayer |

| Arbitro: | Gambini (Roma 1) |

|                                       |           |            |
| Ripa 9’ Virtanen 82’ Caccavallo 90+4’ | Marcatori | 3’ Tribuna |

| Arbitro: | Zonno (Bari) |

|             |           |                     |
| Prosperi 8’ | Marcatori | 46’ Zubin 52’ Cesca |

### Tabella riassuntiva
| Squadra 1   | Risultato       | Squadra 2              |
| ----------- | --------------- | ---------------------- |
| Arezzo      | 1 - 4           | Portogruaro            |
| Cavese      | 3 - 1           | Biellese               |
| Cesena      | 3 - 1           | Chioggia Sottomarina   |
| Cremonese   | 0-3(tav.)       | Reggiana               |
| Crotone     | 2 - 0           | R.C. Angolana          |
| Foggia      | 0 - 2           | Barletta               |
| Foligno     | 3 - 2           | Pergocrema             |
| Gallipoli   | 3 - 2           | Bacoli Sibilla Flegrea |
| Legnano     | 1 - 3           | Benevento              |
| Mezzocorona | 0 - 2           | Pescara                |
| Monza       | 1 - 1 (5-4 dcr) | Celano                 |
| Novara      | 3 - 1           | Real Marcianise        |
| Padova      | 8 - 0           | Pontedera              |
| Perugia     | 1 - 0           | Lumezzane              |
| Pro Sesto   | 2 - 0           | Tritium                |
| Ravenna     | 5 - 1           | Castellarano           |
| Sorrento    | 3 - 1           | Castelsardo            |
| Taranto     | 1 - 2           | Bassano Virtus         |

Note
1. ↑  Inversione di campo rispetto all'esito del sorteggio.

## Secondo turno

### Risultati
| Arbitro: | Tommasi (Bassano del Grappa) |

|                                                      |                      |                                                        |
| Ruopolo 10’ Colacone 82’                             | Marcatori            | 6’ Ferraresi 50’ Zeytulaev                             |
| Colacone Carobbio Ruopolo Ferrari Gervasoni Renzetti | Tiri di rigore 6 – 5 | Pisciotta Zeytulaev Irineu Vitale Cardinale De Matteis |

| Arbitro: | Pinzani (Empoli) |

|                                  |           |                        |
| Paci 72’ Morrone 90’ Paponi 106’ | Marcatori | 35’ Cunico 65’ Maniero |

| Arbitro: | Russo (Nola) |

|                         |           |  |
| Barreto 71’ (rig.), 74’ | Marcatori |  |

| Arbitro: | Giannoccaro (Lecce) |

|            |           |                                |
| Romano 63’ | Marcatori | 15’ Salvetti 29’ Erpen 83’ Rea |

| Arbitro: | Orsato (Schio) |

|                            |           |                |
| Caracciolo 50’ (rig.), 87’ | Marcatori | 53’ De Stefano |

| Arbitro: | Velotto (Grosseto) |

|                             |           |  |
| Lodi 10’ (rig.) Negrini 74’ | Marcatori |  |

| Arbitro: | Valeri (Roma 2) |

|                                           |           |                            |
| Sansovini 2’ Sforzini 12’, 74’ Mora 90+4’ | Marcatori | 31’ Tarantino 82’ Schetter |

| Arbitro: | Pierpaoli (Firenze) |

|           |           |  |
| Godeas 8’ | Marcatori |  |

| Arbitro: | Stefanini (Prato) |

|  |           |                    |
|  | Marcatori | 36’ (aut.) Mengoni |

| Arbitro: | Cavarretta (Trapani) |

|             |           |                          |
| Colombo 58’ | Marcatori | 66’ Rossi 90+1’ Oliveira |

| Arbitro: | Marelli (Como) |

|  |           |             |
|  | Marcatori | 59’ Troiano |

| Arbitro: | Candussio (Cervignano del Friuli) |

|                                                                 |                      |                                                                             |
| Beghetto 10’ (rig.) Smit 73’                                    | Marcatori            | 14’, 81’ Evacuo                                                             |
| Scaglia Quadrini Fonjock Trotta Šmit Musetti Bonucci Moro Gissi | Tiri di rigore 6 – 7 | Gregori Castaldo Palermo Evacuo Cinelli De Liguori Ferraro Statella Ignoffo |

| Arbitro: | Ciampi (Roma 1) |

|                             |           |            |
| Job 23’ Soncin 27’ Luci 70’ | Marcatori | 12’ Cutolo |

| Arbitro: | Tozzi (Ostia Lido) |

|  |           |                         |
|  | Marcatori | 68’ Cafiero 90+3’ Russo |

| Arbitro: | Baracani (Firenze) |

|                                  |           |  |
| Tavano 9’ Diamanti 68’ Volpe 83’ | Marcatori |  |

| Arbitro: | Peruzzo (Schio) |

|                         |           |                 |
| Testini 10’ Eliakwu 82’ | Marcatori | 90+2’ Giampaolo |

| Arbitro: | Calvarese (Teramo) |

|                                    |                      |                                            |
| Docente 17’ Basha 44’ Regonesi 84’ | Marcatori            | 18’ Gerbino Polo 73’ Succi 83’ Sciaccaluga |
| Regonesi Ricchiuti La Camera Basha | Tiri di rigore 2 – 4 | Succi Zizzari Pettinari Ciuffetelli        |

| Arbitro: | Gervasoni (Mantova) |

|                                 |           |  |
| Bjelanović 10’, 53’ Sgrigna 61’ | Marcatori |  |

| Arbitro: | Celi (Campobasso) |

|                                             |           |            |
| Tricarico 3’ Ciarcià 21’ Fava Passaro 90+1’ | Marcatori | 4’ Tonucci |

| Arbitro: | Damato (Barletta) |

|  |           |             |
|  | Marcatori | 60’ Stefani |

### Tabella riassuntiva
| Squadra 1   | Risultato       | Squadra 2      |
| ----------- | --------------- | -------------- |
| AlbinoLeffe | 2 - 2 (8-7 dcr) | Pescara        |
| Parma       | 3 - 2 (dts)     | Portogruaro    |
| Bari        | 2 - 0           | Bassano Virtus |
| Barletta    | 1 - 3}          | Sassuolo       |
| Brescia     | 2 - 1           | Foligno        |
| Empoli      | 2 - 0           | Ancona         |
| Grosseto    | 4 - 2           | Cavese         |
| Mantova     | 1 - 0           | Gallipoli      |
| Piacenza    | 0 - 1           | Padova         |
| Pisa        | 1 - 2           | Cittadella     |
| Pro Sesto   | 0 - 1           | Modena         |
| Treviso     | 2 - 2 (8-9 dcr) | Benevento      |
| Ascoli      | 3 - 1           | Perugia        |
| Frosinone   | 0 - 2           | Crotone        |
| Livorno     | 3 - 0           | Novara         |
| Triestina   | 2 - 1           | Sorrento       |
| Rimini      | 3 - 3 (0-3 dcr) | Ravenna        |
| Vicenza     | 3 - 0           | Monza          |
| Salernitana | 3 - 1           | Cesena         |
| Avellino    | 0 - 1           | Reggiana       |

Note
1. 1 2  Inversione di campo rispetto all'esito del sorteggio.

## Terzo turno

### Risultati
| Arbitro: | Brighi (Cesena) |

|           |           |  |
| Pesce 66’ | Marcatori |  |

| Arbitro: | Ayroldi (Molfetta) |

|                              |           |                  |
| Manfredini 31’ Marconi 90+1’ | Marcatori | 36’ (rig.) Bruno |

| Arbitro: | Rocchi (Firenze) |

|                          |           |  |
| Di Vaio 79’ Adaílton 88’ | Marcatori |  |

| Arbitro: | Farina (Novi Ligure) |

|                  |           |  |
| Matri 78’ (rig.) | Marcatori |  |

| Arbitro: | Romeo (Verona) |

|                     |           |             |
| Paolucci 105’, 108’ | Marcatori | 110’ Troest |

| Arbitro: | Orsato (Schio) |

|                |           |                     |
| Pellissier 57’ | Marcatori | 16’, 76’ Varricchio |

| Arbitro: | Girardi (San Donà di Piave) |

|  |           |          |
|  | Marcatori | 88’ Lodi |

| Arbitro: | Ciampi (Roma 1) |

|  |           |                                       |
|  | Marcatori | 27’ Filippini 49’ Diamanti 58’ Tavano |

| Arbitro: | Mazzoleni (Bergamo) |

|                                |           |             |
| Olivera 19’, 44’ Milanetto 77’ | Marcatori | 90’ Passoni |

| Arbitro: | Trefoloni (Siena) |

|                                                                  |           |           |
| Cattaneo 9’ (aut.) Meghni 23’ C. Manfredini 55’ Pandev 58’ 90+1’ | Marcatori | 49’ Bueno |

| Arbitro: | Valeri (Roma 2) |

|  |           |               |
|  | Marcatori | 66’ Di Napoli |

| Arbitro: | Tagliavento (Terni) |

|            |           |                |
| Cavani 82’ | Marcatori | 11’, 27’ Succi |

| Arbitro: | Russo (Nola) |

|                                                 |           |  |
| Corradi 45’ (rig.) Hallfredsson 53’ Barillà 59’ | Marcatori |  |

| Arbitro: | Banti (Livorno) |

|              |           |  |
| Salvetti 84’ | Marcatori |  |

| Arbitro: | Stefanini (Prato) |

|                                                  |           |  |
| Calaiò 6’ Portanova 50’ Kharja 68’ Maccarone 81’ | Marcatori |  |

| Arbitro: | Bergonzi (Genova) |

|                                   |           |                |
| Rosina 63’ (rig.) Di Michele 105’ | Marcatori | 35’ Possanzini |

### Tabella riassuntiva
| Squadra 1  | Risultato   | Squadra 2   |
| ---------- | ----------- | ----------- |
| Ascoli     | 1 - 0       | Bari        |
| Atalanta   | 2 - 1       | Modena      |
| Bologna    | 2 - 0       | Vicenza     |
| Cagliari   | 1 - 0       | Triestina   |
| Catania    | 2 - 1 (dts) | Parma       |
| Chievo     | 1 - 2       | Padova      |
| Cittadella | 0 - 1       | Empoli      |
| Crotone    | 0 - 3       | Livorno     |
| Genoa      | 3 - 1       | Mantova     |
| Lazio      | 5 - 1       | Benevento   |
| Lecce      | 0 - 1       | Salernitana |
| Palermo    | 1 - 2       | Ravenna     |
| Reggina    | 3 - 0       | Grosseto    |
| Sassuolo   | 1 - 0       | Reggiana    |
| Siena      | 4 - 0       | AlbinoLeffe |
| Torino     | 2 - 1 (dts) | Brescia     |

## Quarto turno

### Risultati
| Arbitro: | Pierpaoli (Firenze) |

|            |           |  |
| Coelho 84’ | Marcatori |  |

| Arbitro: | Pinzani (Empoli) |

|                                       |           |  |
| Dica 24’ Morimoto 30’, 89’ Sabato 62’ | Marcatori |  |

| Arbitro: | Marelli (Como) |

|                   |           |               |
| Milito 82’, 90+5’ | Marcatori | 58’ Pettinari |

| Arbitro: | Trefoloni (Siena) |

|                        |           |  |
| Ledesma 17’ Pandev 84’ | Marcatori |  |

| Arbitro: | Romeo (Verona) |

|                                    |           |  |
| Ceravolo 52’, 74’ Brienza 70’, 89’ | Marcatori |  |

| Arbitro: | Valeri (Roma 2) |

|                                                         |                      |                                               |
| Marchese 46’ Kyriazis 82’                               | Marcatori            | 14’, 60’ Selva                                |
| Marchese Scarpa Giannone Fava Passaro Kyriazis Turienzo | Tiri di rigore 6 – 5 | Poli Erpen Bastrini Brini Ferri Filkor Pagani |

| Arbitro: | Gava (Conegliano) |

|  |           |                        |
|  | Marcatori | 76’ (rig.), 90+4’ Lodi |

| Arbitro: | De Marco (Chiavari) |

|                                    |           |                          |
| Corini 8’ Zanetti 45+3’ Barone 94’ | Marcatori | 19’, 89’ (rig.) Diamanti |

### Tabella riassuntiva
| Squadra 1   | Risultato       | Squadra 2 |
| ----------- | --------------- | --------- |
| Bologna     | 1 - 0           | Ascoli    |
| Catania     | 4 - 0           | Padova    |
| Genoa       | 2 - 1           | Ravenna   |
| Lazio       | 2 - 0           | Atalanta  |
| Reggina     | 4 - 0           | Cagliari  |
| Salernitana | 2 - 2 (8-7 dcr) | Sassuolo  |
| Siena       | 0 - 2           | Empoli    |
| Torino      | 3 - 2 (dts)     | Livorno   |